# Nicolas Vinokurov
Nicolas Vinokurov (in kazako Николас Винокуров?; Nizza, 7 luglio 2002) è un ciclista su strada kazako che corre per l'XDS Astana Team.

## Biografia
È il figlio del dirigente sportivo ed ex ciclista Aleksandr Vinokurov; ha un fratello gemello, Aleksandr, anch'egli ciclista.

## Palmarès

### Strada
- 2022 (Astana Qazaqstan Development Team, una vittoria)

Campionati kazaki, Prova in linea Under-23
- 2023 (Astana Qazaqstan Development Team, una vittoria)

Campionati kazaki, Prova in linea Under-23
- 2024 (Astana Qazaqstan Development Team, due vittorie)

Campionati asiatici, Prova in linea Under-23
5ª tappa Tour of Japan (Iida > Iida)

#### Altri successi
- 2023 (Astana Qazaqstan Development Team)

Classifica giovani Tour of Van
- 2024 (Astana Qazaqstan Development Team)

Classifica giovani Tour of Japan
- 2025 (XDS Astana Team)

Classifica scalatori Giro d'Austria

## Piazzamenti

### Grandi Giri
- Vuelta a España

2024: 128º

### Classiche monumento
- Milano-Sanremo

2025: 143º

### Competizioni mondiali
- Campionati del mondo

Yorkshire 2019 - Cronometro Junior: 50º
Yorkshire 2019 - In linea Junior: ritirato
Fiandre 2021 - In linea Under-23: 68º
Wollongong 2022 - In linea Under-23: 59º
Glasgow 2023 - In linea Under-23: ritirato